# 瑞福利纳 (新南威尔士州)
瑞福利纳（英語：Riverina）泛指位於澳洲新南威尔士州的西南部之農業區；南与维多利亚州接壤，东临大分水岭，地形主要为平坦的冲积平原。由於本地同時擁有平原、溫帶與熱帶的氣候，且充分的水源以供農業灌溉，盛产葡萄、橘属水果、稻米和石料等；經民間開發和多年維護，發展成澳大利亞農業生產力最高、培植種類最繁多的地帶，是新南威爾斯州州內得天獨厚的農業地區。
瑞福利纳地区包括了奧爾伯里和沃加沃加兩座主要城鎮；最早主要由澳洲土著的维拉度里（Wiradjuri）部落居住。19世纪中期开始为欧洲人所占据，開發成牛肉和羊毛的出产地。